# ザ・ビッグ倉敷店
ザ・ビッグ倉敷店（ザ・ビッグくらしきてん）は、岡山県倉敷市笹沖にある株式会社フジ運営の商業施設（ディスカウントストア）である。
本記事では前身にあたるジャスコ倉敷店（ジャスコシティ倉敷）、ザ・ビッグ倉敷店（初代）、ザ・ビッグ倉敷笹沖店についても併せて記載する。

## 概要

### ジャスコ倉敷店時代
ジャスコ倉敷店（ジャスコシティ倉敷）は1981年（昭和56年）5月15日に開業した。店舗面積は約10,740m2で、延べ床面積は約17,354m2であった。建物は鉄骨3階建てであったが、商業施設としては2階まであり、3階は屋上駐車場であった。

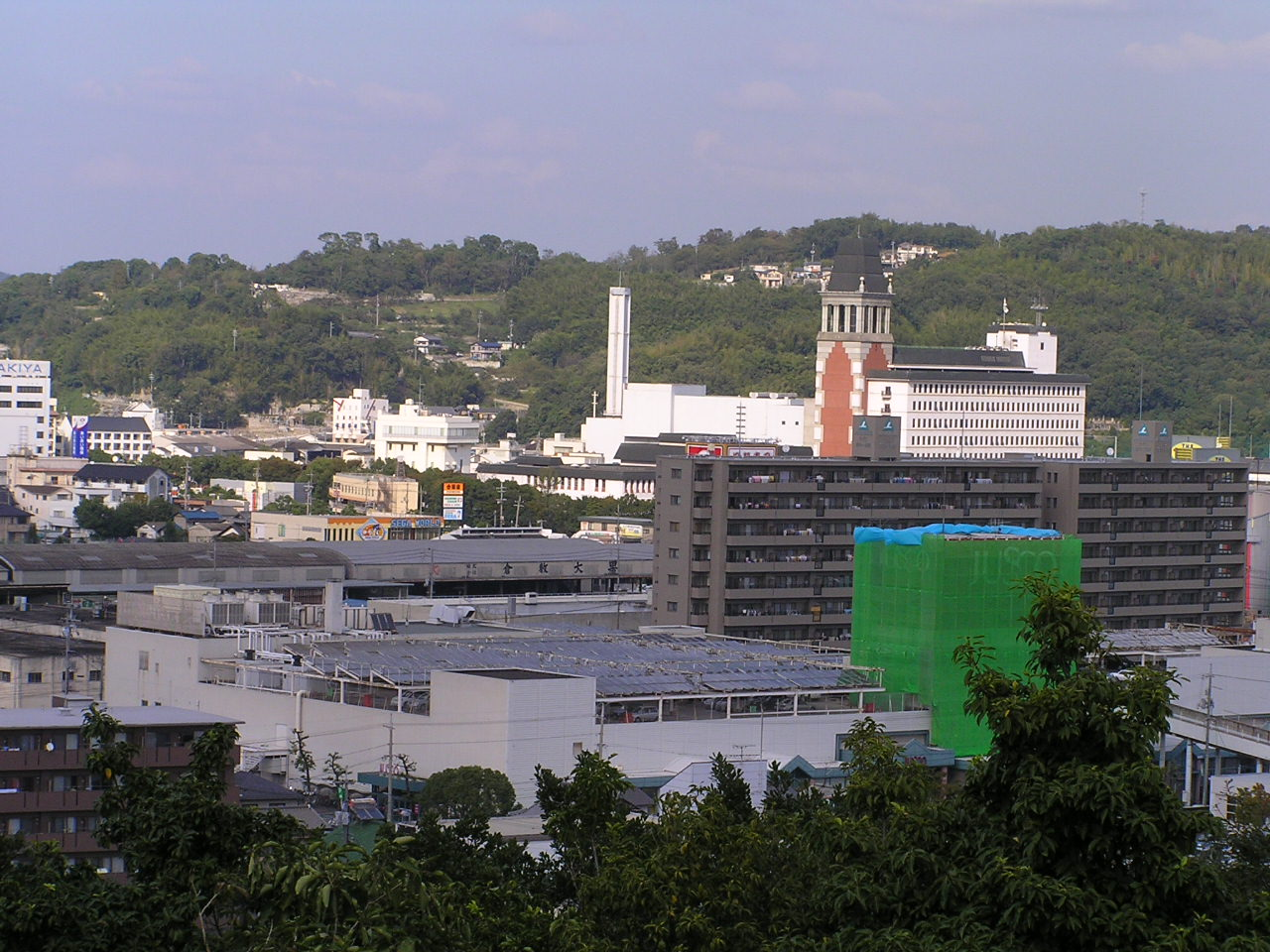
ジャスコからザ・ビッグへの看板更新作業の様子

### ザ・ビッグ倉敷店（初代）/ ザ・ビッグ倉敷笹沖店時代
2010年（平成22年）10月15日、1階の売り場がマックスバリュ西日本運営による食品・日用品を扱うディスカウントストア「ザ・ビッグ倉敷店」に業態転換された。
2011年（平成23年）3月1日、イオングループの総合スーパーが「イオン」に転換・統一することになった際、当店の2階部分が「ザ・ビッグ倉敷笹沖店」へと転換された。ザ・ビッグ倉敷笹沖店の運営は引き続きイオンリテールが行ったため、同一建物内に運営会社の異なる「ザ・ビッグ」が併存する特殊業態としての運営となった。
しかし、業態転換後も売上は横ばいに留まり、建物などの老朽化も進んだことから、ザ・ビッグ倉敷店とザ・ビック倉敷笹沖店は2016年（平成28年）5月31日をもって閉店し、ジャスコ倉敷店から通算35年の歴史に一旦幕を下ろした。
建て替え期間中はマックスバリュ西日本により、店舗南側の駐車場に食料品を中心とした小型の仮店舗（998.40m2のプレハブ構造）が開設され、2016年（平成28年）6月15日から2017年（平成29年）3月31日まで営業していた。

### ザ・ビッグ倉敷店（2代目）時代
2017年（平成29年）4月22日、新築店舗「ザ・ビッグ倉敷店」として再開業。運営はマックスバリュ西日本単独となった。旧店舗とは異なり平屋建てとなり、店舗面積も縮小し、衣食住を取りそろえた総合ディスカウントストア業態となった。
オープン時には｢イオンふるさとの森づくり｣の一環として、約3,000本を植樹した。
2024年（令和6年）3月1日、マックスバリュ西日本がフジに吸収合併されたことに伴い、運営会社がフジに切り替わった。

## 沿革
- 1981年（昭和56年）5月15日 - ジャスコ倉敷店として開業[広報 2]。
- 2010年（平成22年）10月15日 - 1階のみジャスコからザ・ビッグ倉敷店に転換[5]。
- 2011年（平成23年）3月1日 - 2階がジャスコからザ・ビッグ倉敷笹沖店に転換。
- 2016年（平成28年）
  - 5月31日 - ザ・ビッグ倉敷店・倉敷笹沖店共に閉店[8]。
  - 6月15日 - 仮設店舗での営業を開始[9]。
- 2017年（平成29年）
  - 3月31日 - 仮設店舗での営業を終了[9]。
  - 4月22日 - （2代目）ザ・ビッグ倉敷店が開業[10]。

## テナント
施設内にはザ・ビッグの他にキャンドゥなどの専門店も数店舗入居する。キャンドゥはかつて「キャンドゥ ザ・ビッグ倉敷笹沖店」の店名で2階に出店していたが、建て替え後は「キャンドゥ ザ・ビッグ倉敷店」として別棟に出店している。
建て替え前の店舗にはイオンバイクも出店していた。

## フロア構成
| 階   | 1981年 - 2010年 | 2010年 - 2011年  | 2011年 - 2016年      | 2017年 - 現在    |
| ---- | --------------- | ---------------- | -------------------- | ---------------- |
| 屋上 | 屋上駐車場      | 屋上駐車場       | 屋上駐車場           |                  |
| 2階  | ジャスコ倉敷店  | ジャスコ倉敷店   | ザ・ビッグ倉敷笹沖店 |                  |
| 1階  | ジャスコ倉敷店  | ザ・ビッグ倉敷店 | ザ・ビッグ倉敷店     | ザ・ビッグ倉敷店 |

## アクセス
- 水島臨海鉄道西富井駅から徒歩約31分[広報 9]。
- 山陽本線倉敷駅から徒歩約34分[広報 9]。

#### 広報資料・プレスリリースなど一次資料
1. 1 2 3 4  『4/22（土）ザ・ビッグ倉敷店オープン!』（PDF）（プレスリリース）マックスバリュ西日本株式会社、2017年4月10日。2023年5月13日閲覧。
2. 1 2 3  『「ザ・ビッグ倉敷店」「ザ・ビッグ倉敷笹沖店」の閉店について』（PDF）（プレスリリース）マックスバリュ西日本・イオンリテール（2社連名）、2016年5月12日。2023年5月13日閲覧。
3. ↑  マックスバリュ西日本
4. ↑  “ザ・ビッグを探す｜新店案内・店舗情報”. イオンリテール. 2011年3月
5日アーカイブ分. 2024年8月19日閲覧。
5. ↑  『6/15（水）ザ・ビッグ倉敷店仮店舗オープン! 建替え期間中は仮店舗にて営業いたします』（PDF）（プレスリリース）マックスバリュ西日本株式会社、2016年5月12日。2023年5月13日閲覧。
6. ↑  “ザ・ビッグ倉敷店「イオンふるさとの森づくり」植樹祭を開催”. マックスバリュ西日本. 2024年8月12日閲覧。
7. ↑  “ザ・ビッグ倉敷笹沖店｜店舗検索”. キャンドゥ. 2024年8月12日閲覧。
8. ↑  “ザ・ビッグ倉敷店｜店舗検索”. キャンドゥ. 2024年8月12日閲覧。
9. 1 2  “ザ・ビッグ倉敷店”. ppf-store-list.azurewebsites.net. 2023年4月4日閲覧。